# DOMO
«DOMO» — одна из крупнейших в России региональных сетей по продаже бытовой техники и электроники. Штаб-квартира — в Казани, Татарстан.

## История и Деятельность
Торговая компания DOMO была основана в 1998 году как оптовая компания по продаже бытовой электроники фирмы BSH Bosch und Siemens Hausgeräte GmbH и являлась официальным представителем этой фирмы в Поволжском регионе. Уже в конце 1998 года был открыт первый розничный мульти-брендовый магазин, а к 2003 году таких магазинов было уже 10.
В августе 2006 года состоялась крупная сделка по слиянию компании DOMO и сибирской сети «Айсберг», благодаря которой DOMO приросла магазинами в крупных сибирских городах — Новосибирске, Барнауле, Кемерово, Новокузнецке. В октябре того же года состоялась покупка сети «КГБ» (Качество — гарантия благополучия) в Ханты-Мансийском автономном округе. Конец марта 2007 года ознаменовался покупкой тюменской сети «БигМаг». Новым географическим вектором развития сети стало южное направление — в июле 2007 г. DOMO приобрела сеть «Телевид» (Северный Кавказ). В конце 2007 года завершилось оформление сделки по покупке сети «Коминком» (Оренбургская область).

Прежний логотип DOMO

В октябре 2006 был произведён ребрендинг розничной сети и на январь 2007 года розничная сеть «DOMO» объединяла 134 магазина в разных городах России в более, чем 20 регионах: от Краснодарского края на юге, до Алтайского края на востоке страны. В этом же году компания вышла на фондовый рынок и разместила на ММВБ облигационный заём.

### Кризис 2008—2010 годов
Сеть понесла серьёзные потери в результате кризиса 2008—2010 годов.
В результате стратегии сохранения эффективности число магазинов сократилось практически в три раза.

### Выход из кризиса
В 2011 году сеть стабилизировала количество магазинов, ключевые показатели и приступила к стратегии роста: произошло поглощение сети «Сателлит», к сети были присоединены 28 магазинов. В период 2011—2012 сеть повышала свою эффективность выполняя программу приведения магазинов к трём форматам, в рамках этого процесса часть неэффективных магазинов была закрыта, так же открывались магазины, удовлетворяющие заданным параметрам эффективности.
20 декабря 2012 года были торжественно открыты ещё 8 магазинов. C 2015 года компания сосредотачивается на регионах Поволжья и уходит из Сибири.
В настоящее время сеть насчитывает 43 магазина.
В 2016 году компания планировалась заменить магазины "М.Видео" и "Эльдорадо" в Сызрани, однако от этого решения отказались.
В 2017 году компания закрывает большую часть магазинов. Так, под сокращение, попали Чапаевск, Кинель, Сызрань, Тольятти, Павлово и др. города.
ООО "Глобал Консалтинг", в состав учредителей которого входят бывшие руководители сети DOMO, подали иск о банкротстве основного юр.лица ООО Бытовая Электроника".
В апреле 2017 года арбитражный суд Республики Татарстан принял заявление о признании банкротом ОАО «DOMO».